# Polymers for Advanced Technologies
Polymers for Advanced Technologies è una rivista accademica che si occupa di polimeri.